# Distorsio jenniernestae
Distorsio jenniernestae is een slakkensoort uit de familie van de Personidae. De wetenschappelijke naam van de soort is voor het eerst geldig gepubliceerd in 1992 door Emerson & Piech.